# Camillo Wanausek
Camillo Wanausek (* 27. Januar 1906 in Wien, Österreich-Ungarn; † 29. Juni 1999 ebenda) war ein österreichischer Flötist.

## Leben
Wanausek erlernte zunächst Klavier, später autodidaktisch Flöte, um in einer von seinem älteren Bruder gegründeten Musikkapelle mitspielen zu können. Nach Tätigkeiten als Kinomusiker und Engagements in verschiedenen Ensembles (1928 bis 1933 im Kurorchester Hofgastein) wirkte er ab 1934 als Soloflötist bei den Wiener Symphonikern, bis zu seiner Pensionierung 1971. Außerdem bestritt er zahlreiche Soloauftritte und unterrichtete am Konservatorium der Stadt Wien.
Wanausek stand 1944 in der Gottbegnadeten-Liste des Reichsministeriums für Volksaufklärung und Propaganda. Am 15. Dezember 1944 nahm Wanausek im damaligen Wiener Reichssender die Ursendung von Paul Graeners Konzert für Flöte und Orchester (op. 116) unter der Leitung des Dirigenten Rudolf Nilius auf. 
1981 erschienen von Wanausek 10 Miniaturen für 4 Flöten im Druck.